# جيف كوفمان
جيف كوفمان (بالإنجليزية: Jeff Kaufmann)‏ هو سياسي أمريكي، ولد في 9 يناير 1963. حزبياً، نشط في Republican Party of Iowa ‏ والحزب الجمهوري. وقد انتخب عضو مجلس نواب ولاية ايوا.